# Stimme Russlands

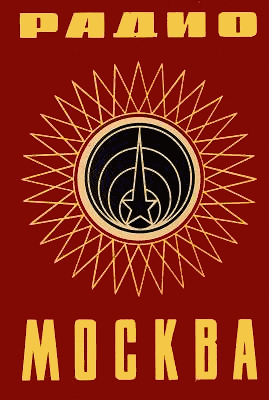
QSL-Karte von Radio Moskau (1969)

Stimme Russlands (russisch Голос России/Golos Rossii; früher Радио Москвы/Radii Moskau) war der staatliche Auslandsrundfunkdienst der Sowjetunion und später der Russischen Föderation. Er existierte von 1929 bis 2014 und sendete zuletzt in 33 Sprachen. Der Sender wurde im November 2014 in Radio Sputnik umbenannt. Am 23. Dezember 2014 erfolgte eine erneute Umbenennung in SNA-Radio.

## Geschichte des Senders

### Radio Moskau

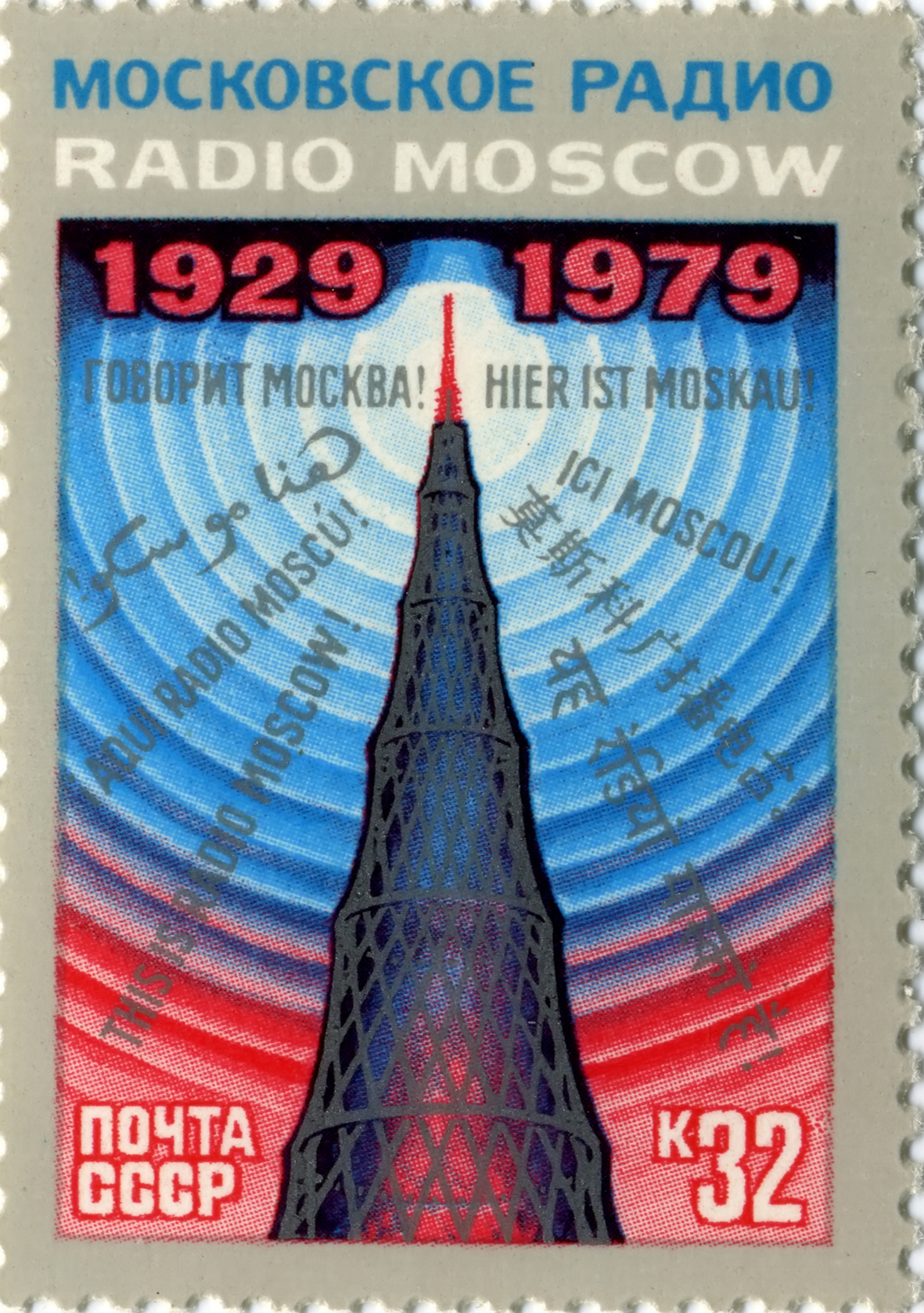
Jubiläums-Briefmarke mit Schuchow-Radioturm (1979)

Der Sender wurde unter dem Namen Radio Moskau gegründet. Am 29. Oktober 1929 begann der regelmäßige Sendebetrieb für Hörer im Ausland mit einer Reportage über die Feierlichkeiten zum 12. Jahrestag der Oktoberrevolution auf dem Roten Platz und den Worten „Hier spricht Moskau! Proletarier aller Länder, vereinigt euch!“ Die Aufnahme eines regelmäßigen Sendebetriebs erfolgte damit drei Jahre vor dem BBC World Service.
Die erste Sendesprache war Deutsch, etwas später folgten Englisch und Französisch. Die Programminhalte nahmen Partei für das sowjetische System und wurden von Kommunisten im nichtsowjetischen Ausland moralisch unterstützt. 1937 sendete das Moskauer Radio in acht Sprachen: Englisch, Deutsch, Französisch, Niederländisch, Tschechisch, Schwedisch, Portugiesisch und Ungarisch.
Nach dem Überfall der Deutschen Wehrmacht auf die Sowjetunion am 22. Juni 1941 war der deutschsprachige Dienst von Radio Moskau eine Nachrichtenquelle für die deutsche Bevölkerung, die die sowjetische Sicht des Krieges beschrieb und Nachrichten von der Ostfront vermittelte. Regelmäßig kamen deutsche Kriegsgefangene zu Wort; auch wurden Sendungen aus den Lazaretten gesendet, in denen deutsche Kriegsgefangene behandelt wurden. Dies, um der Propagandalinie von Goebbels zu widersprechen, der verbreiten ließ, Kriegsgefangene der Russen würden sofort erschossen.
Des Weiteren wurden von Radio Moskau erfolgreiche Sendeformate des Londoner Rundfunks kopiert. Dazu zählte eine satirische Sendung, für die das gern-gehörte deutschsprachige BBC-Sendeformat Frau Wernicke als Blaupause diente: Frau Künnecke will jarnischt gesagt haben.
Darüber hinaus war der deutsche Dienst von Radio Moskau eine propagandistische Quelle, die die deutsche Bevölkerung zum Widerstand gegen den Nationalsozialismus aufforderte. Gemäß der offiziellen Haltung der Sowjetunion unterschied Radio Moskau klar zwischen dem Hitlerregime und dem deutschen Volk. In diesen Jahren waren in der deutschen Redaktion viele exilierte deutsche Kommunisten tätig. Am Mikrophon traten Journalisten, Publizisten und Politiker wie Egon Erwin Kisch, Wilhelm Pieck, Johannes R. Becher, Erich Weinert, Willi Bredel, Friedrich Wolf und Ernst Busch auf. Als Sprecher arbeiteten dort deutsche Schauspieler und Schriftsteller wie Lotte Loebinger, Heinrich Greif (Chefsprecher von 1935 bis 1945), Hedda Zinner u. a. m. Leiter der deutschen Redaktion war Sepp Schwab. Im Zweiten Weltkrieg galt Radio Moskau in Deutschland als Feindsender, und das Abhören und Verbreiten seiner Nachrichten wurde in dieser Zeit mit der Todesstrafe bedroht.
In den Zeiten des Kalten Kriegs baute Radio Moskau sein Programmangebot erheblich aus. Das deutschsprachige Programm dauerte täglich sieben Stunden und wurde zur Mittagszeit und in den Abendstunden über Kurz-, Mittel- und Langwelle nach Mitteleuropa ausgestrahlt. In mehr als 60 Fremdsprachen auf zahlreichen Frequenzen waren Programme von Radio Moskau zu hören. Benutzt wurden Sendeanlagen in der Sowjetunion, in Osteuropa und auf Kuba. Das Pausenzeichen entstammte der Melodie des Liedes Schiroka strana moja rodnaja (russisch Широка страна моя родная ‚Vaterland, kein Feind soll dich gefährden‘).
In den Zeiten von Glasnost und Perestroika änderte sich das Programm erheblich. Zum Beispiel sendete Radio Moskau am 1. Januar 1987 die Neujahrsansprache des US-Präsidenten Ronald Reagan an das sowjetische Volk.
Leiter des Auslandshörfunks im Radio- und Fernsehkomitee waren
- 1962–1974(?) E. N. Mamedow (aserbaidschanisch Ə. N. Məmmədov)
- 1974–1987 A. P. Jewstafjew
- 1987–1989 I. Ja. Kesbers (lettisch I. J. Ķezbers)
- 1989–1991 A. S. Plewako
- 1991–1993 A. G. Oganessjan.[5]

### Stimme Russlands
Nach dem Zerfall der Sowjetunion benannte sich der Sender in Stimme Russlands um und distanzierte sich vom Marxismus-Leninismus.
Die Stimme Russlands wird wie alle staatlichen Auslandsrundfunkdienste staatlich finanziert. Sie dient der Verbreitung der amtlichen Darstellung der politischen, wirtschaftlichen, gesellschaftlichen, kulturellen und sportlichen Verhältnisse in der Russischen Föderation.
Die russische Regierung verlangte eine umfassende Veränderung der Verbreitungsbasis hin zum Internet und zu digitalen Verbreitungsmedien sowie eine Modernisierung und redaktionelle Auffrischung der bekannten traditionellen Programmstruktur. Es gab ein Programmschema mit live gelesenen Nachrichten alle 15 Minuten in ausgewählten Sendestunden, die unter dem Namen Radio Impala auch über DAB+ ausgestrahlt wurden, Ende 2014 jedoch wieder eingestellt wurden. Bei der Organisation und beim Programm ist noch vieles im Fluss. So wurden langjährige Sendereihen (DX-Sendung und Briefkasten) aus Mangel an Hörerzuspruch abgesetzt. Momentan ist unklar, ob z. B. die nach dem 20. Mai 2013 vorgenommenen Programmerweiterungen vormittags und von 21 bis 22 Uhr Mitteleuropäischer Zeit bei der relativ geringen Hörerzahl tatsächlich angenommen oder wieder abgesetzt werden.
Im ersten Quartal 2013 eröffnete die Stimme Russlands ein Studio in Berlin am Pariser Platz, aus dem Programme produziert und teilweise live und als Zulieferung nach Moskau überspielt wurden. Im Studio Berlin arbeitete eine Belegschaft von Russen und Deutschen, die fallweise, auch redaktionell, um weitere externe Mitarbeiter verstärkt wurden. Von anfänglich zwei täglichen Sendestunden wurden bis Ende 2014 von Montag bis Freitag Sendungen live jeweils von 8 bis 10 und von 17 bis 19 Uhr live in Berlin produziert. Schon im September 2013 war jedoch die Chefredakteurin ersetzt worden. „Früher war es der KGB, heute sind es die Kremlfunktionäre, die sich einmischen“, war dazu aus dem Umfeld der Redaktion zu hören gewesen.
Leiter der Stimme Russlands waren Armen Oganessjan (1993–2008) und Andrei Bystrizki (2008–2014).

### Zusammenschluss mit RIA Novosti
Durch Erlass Nr. 894, den der russische Präsident Wladimir Putin am 9. Dezember 2013 unterzeichnete, werden die „Stimme Russlands“ und die Nachrichtenagentur RIA Novosti zu einer neuen, staatlichen Nachrichtenagentur mit dem Namen „Internationale Nachrichtenagentur Rossija Sewodnja“ („Russland heute“) zusammengeschlossen.
Der Journalist Dmitri Kisseljow wurde gleichzeitig mit Erlass Nr. 895 zum Generaldirektor der neuen Agentur bestellt. Er gilt als ideologischer Hardliner und als Verfechter präsidialer autokratischer Tendenzen. Der Umbau, der kurz vor den Olympischen Winterspielen in Sotschi 2014 stattfand, sollte innerhalb eines Monats von der russischen Regierung vollzogen werden und insgesamt etwa ein Vierteljahr dauern, wobei keine Durchführungsbestimmungen bekannt sind.
Die Entwicklung ist kritisch aufgenommen worden. Der Vorsitzende des Moskauer Journalistenverbandes Pawel Gussew sagte, es handele sich dabei um die „Wiederbelebung sowjetischer Prinzipien“. Kisseljow war zuletzt im Sommer 2013 durch homophobe Äußerungen aufgefallen. Zu dessen 60. Geburtstag hatte er Putin in einem positiven Sinne mit dem Diktator Josef Stalin verglichen. Als Gründe für die Restrukturierung wurde neben Geldersparnis die Neuausrichtung der Selbstdarstellung Russlands angesichts zunehmender Spannungen mit dem Westen genannt.
Kisseljow habe zwar auf einer Betriebsversammlung von RIA Novosti erklärt, „die alten Marken“ sollten auch innerhalb der neuen Organisation weitergeführt werden; dies wurde aber nur auf RIA Novosti bezogen. Aus Anlass der Olympischen Winterspiele wurde am 21. November 2013 ein englischsprachiger Radiokanal Sochi Today gestartet, der allerdings nicht von der englischen Redaktion der Stimme Russlands, sondern vom staatlich finanzierten Auslandsfernsehsender RT beliefert wird.
Die Arbeitsverträge der Moskauer Mitarbeiter der Stimme Russlands sind zum 30. April 2014 gekündigt worden. Zum 1. April 2014 wurde die Nutzung der Mittelwelle- und Kurzwellensender eingestellt. Livesendungen sind seitdem nur noch über das Webradio, über Satellit sowie über Programmpartner zu hören.

### Erneute Umbenennung von „Radio Sputnik“ in „SNA Radio“ und Reorganisation
Am 11. November 2014 wurde der Sender in Radio Sputnik umbenannt. Wenig später, am 23. Dezember 2014, erfolgte eine erneute Umbenennung in SNA-Radio. Seit dem 24. Dezember 2014 sind Redaktion und Sender Teil des internationalen Nachrichtenportals Sputnik.

## Verbreitung
Die Ausstrahlung des Programms wurde seit 2012 auf den Verbreitungswegen Kurz- und Mittelwelle spürbar reduziert. Im Gegenzug sind einige Programminhalte des deutschen Dienstes der Stimme Russlands über Kooperationssender zu hören. Zunächst war dies das inzwischen wieder eingestellte und medienrechtlich umstrittene Radio Impala (Mai 2013 bis Dezember 2014). Das Vollprogramm wird ausschließlich über die Website des Senders und über Satellit verbreitet. Mit dem Jahresbeginn 2015 wurde die Ausstrahlung des Programms über den neuen Anbieter Megaradio SNA als DAB+ Ausstrahlung aufgenommen und deshalb eine neue Programmstruktur eingeführt. Zuständige Aufsichtsbehörde für diesen Verbreitungsweg ist die LPR Hessen.
Für den deutschen Sprachraum wurden zum 1. Januar 2014 die analoge Ausstrahlung über den Mittelwellensender Oranienburg sowie die digitale Kurzwelle (DRM) eingestellt.
Daneben werden Audio-on-Demand und Livestreams über das Internet sowie ein Satellitenfeed angeboten. Letzteren findet man auf Express AM6 auf 53° Ost (10.961 MHz vertikal, 1.229 kSymbole/s, FEC 3/4), wobei nicht alle Sat-Receiver die niedrige Symbolrate unterstützen. Die bedeutsameren Sprachdienste, darunter auch der deutsche, können rund um die Uhr als Internetradio gehört werden. Außerdem werden einzelne Sendungen von der Website der deutschen Redaktion zum Herunterladen angeboten. In englischer Sprache gibt es neben dem World Service drei weitere Dienste für die USA, für Großbritannien und für Indien, die auch separate Websites betreiben.